# Philhygra scotica
Philhygra scotica är en skalbaggsart som först beskrevs av Elliman 1909.  Philhygra scotica ingår i släktet Philhygra, och familjen kortvingar. Arten är reproducerande i Sverige.